# Список екорегіонів Південного Судану
Нижче наведено список  екорегіонів в  Південному Судані, про що свідчить  Всесвітній Фонд дикої природи (ВФД).

## Наземні екорегіони
по  основних типах середовищ існування

### Тропічні та субтропічні вологі широколисті ліси
- Східноафриканські гірські ліси

### Тропічні і субтропічні луки, савани і чагарники
- Східносуданська савана
- Північні акацієві і комміфорні чагарники
- Лісосавана Північного Конго
- Сахель
- Лісосавана басейну Вікторії

### Затоплювані луки і савани
- Затоплювані луки Судду

### Гірські луки і чагарники
- Східно-африканські вересові пустки